# Головко, Павел Федотович
Павел Федотович Головко (1919—1995) — старший лейтенант Советской Армии, участник Великой Отечественной войны, Герой Советского Союза (1945).

## Биография
Павел Головко родился 5 февраля 1919 года в селе Средний Челбас (ныне — Павловский район Краснодарского края) в рабочей семье. В 1939 году окончил Майкопский сельскохозяйственный техникум. В 1940 году Головко был призван на службу в Рабоче-крестьянскую Красную Армию. В 1942 году он окончил Чкаловскую военную авиационную школу лётчиков. С мая 1943 года — на фронтах Великой Отечественной войны. Участвовал в Курской битве, освобождении Белгорода, Донбасса, битве за Днепр, Березнеговато-Снигирёвской, Одесской, Ясско-Кишинёвской, Белградской, Будапештской, Балатонской, Венской операциях, освобождении Чехословакии.
К февралю 1945 года старший лейтенант Павел Головко был заместителем командира эскадрильи 951-го штурмового авиаполка 306-й штурмовой авиадивизии 10-го штурмового авиакорпуса 17-й воздушной армии 3-го Украинского фронта. К тому времени он совершил 125 успешных боевых вылетов на бомбардировку и штурмовку скоплений вражеской живой силы и боевой техники, железнодорожных узлов, складов с боеприпасами, опорных пунктов, огневых позиций. В общей сложности к тому времени он уничтожил 360 автомашин с войсками и грузами, 35 танков, 15 БТР, 10 батарей полевой артиллерии, 4 паровоза, 12 складов с боеприпасами, более 4 рот солдат и офицеров противника. Во время одного из воздушных боёв сбил истребитель противника.
Указом Президиума Верховного Совета СССР от 29 июня 1945 года за «образцовое выполнение заданий командования и проявленные при этом мужество и героизм» старший лейтенант Павел Головко был удостоен высокого звания Героя Советского Союза с вручением ордена Ленина и медали «Золотая Звезда» за номером 6909.
После окончания войны Головко продолжил службу в Советской Армии. В 1947 году в звании старшего лейтенанта Головко был уволен в запас. Проживал в городе Георгиевске Ставропольского края, работал директором Кумского лесхоза. 
Скончался 23 января 1995 года.
Был также награждён двумя орденами Красного Знамени, двумя орденами Отечественной войны 1-й степени, орденом Красной Звезды и рядом медалей. Почётный гражданин Георгиевска.